# Championnat du monde féminin de basket-ball 2014
Navigation
Édition précédente Édition suivante
Le Championnat du monde de basket-ball féminin 2014 est la dix-septième édition du Championnat du monde de basket-ball féminin. Il se déroule en Turquie. C'est la deuxième édition consécutive qui se déroule en Europe.
La Turquie, désignée pays organisateur le 13 mars 2011, est qualifiée d’office. L'Australie était l'autre pays candidat à l'organisation de cette compétition.
Le vainqueur de la compétition sera qualifié pour le tournoi des Jeux olympiques d'été de 2016 de Rio de Janeiro.

## Salles
Pour ce mondial la Turquie a retenu trois salles, situées à Istanbul et Ankara. La phase de poules et le tour de barrage sont disputés à l'Abdi İpekçi Arena d'Istanbul ainsi qu'à l'Ankara Arena d'Ankara. Les rencontres à partir des quarts de finale sont jouées à l'Ülker Sports Arena d'Istanbul.
| \| Ankara Istanbul \|          |                                      |                                     |
|                                |                                      |                                     |
| Ankara Arena Capacité : 10 400 | Ülker Sports Arena Capacité : 13 800 | Abdi İpekçi Arena Capacité : 12 500 |
| Ankara Istanbul                |                                      |                                     |

## Équipes qualifiées
Seize équipes sont qualifiées: L'équipe du pays hôte, l'équipe championne olympique en titre et quatorze équipes issues des différents championnats continentaux.
| Compétition                    | Date                         | Lieu               | Places | Qualifiés                                            |
| ------------------------------ | ---------------------------- | ------------------ | ------ | ---------------------------------------------------- |
| Pays hôte                      | 13 mars 2011                 |                    | 1      | Turquie                                              |
| Jeux olympiques d'été de 2012  | 29 juillet – 12 août 2012    | Londres            | 1      | États-Unis                                           |
| Championnat d'Europe 2013      | 15 – 30 juin 2013            | France             | 5      | Biélorussie Espagne France République tchèque Serbie |
| Championnat d'Océanie 2013     | 14 et 16 août 2013           | Auckland Melbourne | 1      | Australie                                            |
| Championnat d'Afrique 2013     | 20 – 29 septembre 2013       | Maputo             | 2      | Angola Mozambique                                    |
| Championnat des Amériques 2013 | 23 – 29 septembre 2013       | Xalapa             | 3      | Brésil Canada Cuba                                   |
| Championnat d'Asie 2013        | 27 octobre – 3 novembre 2013 | Bangkok            | 3      | Chine Corée du Sud Japon                             |
| Total                          |                              |                    | 16     |                                                      |

## Groupes
| Groupe A           | Groupe B   | Groupe C     | Groupe D   |
| ------------------ | ---------- | ------------ | ---------- |
| Brésil             | Canada     | Australie    | Angola     |
| Espagne            | France     | Biélorussie  | Chine      |
| Japon              | Mozambique | Corée du Sud | États-Unis |
| République tchèque | Turquie    | Cuba         | Serbie     |

## Groupes préliminaires
- Les heures et l'ordre des rencontres ne sont pas encore connus. Néanmoins, le programme jour par jour a été dévoilé par la FIBA[6].
- Une victoire vaut deux points, une défaite un point. À l'issue des trois matchs disputés par toutes les équipes, les premiers de chaque groupe sont qualifiés pour les quarts de finale. Les équipes classées deuxièmes et troisièmes disputent des barrages. Les quatrièmes sont éliminés[7]. En cas d'égalité, les équipes sont départagées à la différence particulière (matchs l'un contre l'autre), puis à la différence générale.

### Groupe A
| Groupe A à Ankara |                    |     |   |   |     |     |      |     |
|                   | Équipe             | Pts | G | P | PP  | PC  | Diff | Dép |
| 1                 | Espagne            | 6   | 3 | 0 | 224 | 149 | +75  |     |
| 2                 | République tchèque | 5   | 2 | 1 | 182 | 179 | +3   |     |
| 3                 | Brésil             | 4   | 1 | 2 | 190 | 207 | −17  |     |
| 4                 | Japon              | 3   | 0 | 3 | 163 | 224 | −61  |     |

| 27 septembre | Brésil             | 55 | 68 | République tchèque |  |
| 27 septembre | Japon              | 50 | 74 | Espagne            |  |
| 28 septembre | Espagne            | 83 | 56 | Brésil             |  |
| 28 septembre | République tchèque | 71 | 57 | Japon              |  |
| 30 septembre | Brésil             | 79 | 56 | Japon              |  |
| 30 septembre | Espagne            | 67 | 43 | République tchèque |  |

Légende : Pts : nombre de points (victoire 2 points, défaite 1 point) ; G : nombre de matches gagnés ; P : nombre de matches perdus ; PP : nombre de points marqués ; PC : nombre de points encaissés ; Diff. : différence de points ; Dép départage particulier en cas d'égalité ; en gras les équipes qualifiées, sur fond jaune pour la qualification directe en quart de finale, sur fond gris pour la poursuite en barrages ; en rouge et italique celle éliminée.

### Groupe B
| Groupe B à Ankara |            |     |   |   |     |     |      |     |
|                   | Équipe     | Pts | G | P | PP  | PC  | Diff | Dép |
| 1                 | Turquie    | 6   | 3 | 0 | 169 | 146 | +23  |     |
| 2                 | France     | 5   | 2 | 1 | 200 | 154 | +46  |     |
| 3                 | Canada     | 4   | 1 | 2 | 172 | 172 | 0    |     |
| 4                 | Mozambique | 3   | 0 | 3 | 153 | 222 | −69  |     |

| 27 septembre | Mozambique | 54 | 69 | Canada     |  |
| 27 septembre | Turquie    | 50 | 48 | France     |  |
| 28 septembre | France     | 89 | 45 | Mozambique |  |
| 28 septembre | Canada     | 44 | 55 | Turquie    |  |
| 30 septembre | Mozambique | 54 | 64 | Turquie    |  |
| 30 septembre | France     | 63 | 59 | Canada     |  |

Légende : Pts : nombre de points (victoire 2 points, défaite 1 point) ; G : nombre de matches gagnés ; P : nombre de matches perdus ; PP : nombre de points marqués ; PC : nombre de points encaissés ; Diff. : différence de points ; Dép départage particulier en cas d'égalité ; en gras les équipes qualifiées, sur fond jaune pour la qualification directe en quart de finale, sur fond gris pour la poursuite en barrages ; en rouge et italique celle éliminée.

### Groupe C
| Groupe C à Istanbul |              |     |   |   |     |     |      |     |
|                     | Équipe       | Pts | G | P | PP  | PC  | Diff | Dép |
| 1                   | Australie    | 6   | 3 | 0 | 264 | 156 | +108 |     |
| 2                   | Biélorussie  | 5   | 2 | 1 | 185 | 220 | +35  |     |
| 3                   | Cuba         | 4   | 1 | 2 | 199 | 217 | −18  |     |
| 4                   | Corée du Sud | 3   | 0 | 3 | 175 | 230 | −55  |     |

| 27 septembre | Corée du Sud | 64 | 70 | Biélorussie  |  |
| 27 septembre | Cuba         | 57 | 90 | Australie    |  |
| 28 septembre | Australie    | 87 | 54 | Corée du Sud |  |
| 28 septembre | Biélorussie  | 70 | 69 | Cuba         |  |
| 30 septembre | Corée du Sud | 57 | 73 | Cuba         |  |
| 30 septembre | Australie    | 87 | 45 | Biélorussie  |  |

Légende : Pts : nombre de points (victoire 2 points, défaite 1 point) ; G : nombre de matches gagnés ; P : nombre de matches perdus ; PP : nombre de points marqués ; PC : nombre de points encaissés ; Diff. : différence de points ; Dép départage particulier en cas d'égalité ; en gras les équipes qualifiées, sur fond jaune pour la qualification directe en quart de finale, sur fond gris pour la poursuite en barrages ; en rouge et italique celle éliminée.

### Groupe D
| Groupe D à Istanbul |            |     |   |   |     |     |      |     |
|                     | Équipe     | Pts | G | P | PP  | PC  | Diff | Dép |
| 1                   | États-Unis | 6   | 3 | 0 | 300 | 174 | +126 |     |
| 2                   | Serbie     | 5   | 2 | 1 | 241 | 199 | +42  |     |
| 3                   | Chine      | 4   | 1 | 2 | 184 | 191 | −7   |     |
| 4                   | Angola     | 3   | 0 | 3 | 125 | 286 | −161 |     |

| 27 septembre | Serbie     | 102 | 42 | Angola     |  |
| 27 septembre | Chine      | 56  | 87 | États-Unis |  |
| 28 septembre | États-Unis | 94  | 74 | Serbie     |  |
| 28 septembre | Angola     | 39  | 65 | Chine      |  |
| 30 septembre | Serbie     | 65  | 63 | Chine      |  |
| 30 septembre | États-Unis | 119 | 44 | Angola     |  |

Légende : Pts : nombre de points (victoire 2 points, défaite 1 point) ; G : nombre de matches gagnés ; P : nombre de matches perdus ; PP : nombre de points marqués ; PC : nombre de points encaissés ; Diff. : différence de points ; Dép départage particulier en cas d'égalité ; en gras les équipes qualifiées, sur fond jaune pour la qualification directe en quart de finale, sur fond gris pour la poursuite en barrages ; en rouge et italique celle éliminée.

## Tableau final
Les barrages de la phase finale se déroulent à Ankara à l'Ankara Arena et à Istanbul à l'Abdi İpekçi Arena. Les quarts de finale, les demi-finales, les matchs de classement et la finale se déroulent à Istanbul, à l'Ülker Sports Arena.
Phase finale
|  | Barrage                 | Barrage              |                        |                      | Quarts de finale     | Quarts de finale     |    |  | Demi-finales         | Demi-finales         |  |  | Finale               | Finale               |
|  | ----------------------- | -------------------- | ---------------------- | -------------------- | -------------------- | -------------------- | -- |  | -------------------- | -------------------- |  |  | -------------------- | -------------------- |
|  |                         |                      |                        |                      |                      |                      |    |  |                      |                      |  |  |                      |                      |
|  |                         |                      |                        |                      | 3 octobre à Istanbul | 3 octobre à Istanbul |    |  | 4 octobre à Istanbul | 4 octobre à Istanbul |  |  | 5 octobre à Istanbul | 5 octobre à Istanbul |
|  |                         |                      |                        |                      | 3 octobre à Istanbul | 3 octobre à Istanbul |    |  | 4 octobre à Istanbul | 4 octobre à Istanbul |  |  | 5 octobre à Istanbul | 5 octobre à Istanbul |
|  |                         |                      |                        |                      | 3 octobre à Istanbul | 3 octobre à Istanbul |    |  | 4 octobre à Istanbul | 4 octobre à Istanbul |  |  | 5 octobre à Istanbul | 5 octobre à Istanbul |
|  |                         |                      |                        |                      | 3 octobre à Istanbul | 3 octobre à Istanbul |    |  | 4 octobre à Istanbul | 4 octobre à Istanbul |  |  | 5 octobre à Istanbul | 5 octobre à Istanbul |
|  |                         |                      |                        |                      | 3 octobre à Istanbul | 3 octobre à Istanbul |    |  | 4 octobre à Istanbul | 4 octobre à Istanbul |  |  | 5 octobre à Istanbul | 5 octobre à Istanbul |
|  |                         | [A1] Espagne         | 71                     |                      |                      |                      |    |  | 4 octobre à Istanbul | 4 octobre à Istanbul |  |  | 5 octobre à Istanbul | 5 octobre à Istanbul |
|  | 1er octobre à Istanbul  | [A1] Espagne         | 71                     |                      |                      |                      |    |  | 4 octobre à Istanbul | 4 octobre à Istanbul |  |  | 5 octobre à Istanbul | 5 octobre à Istanbul |
|  |                         | [D3] Chine           | 55                     |                      |                      |                      |    |  | 4 octobre à Istanbul | 4 octobre à Istanbul |  |  | 5 octobre à Istanbul | 5 octobre à Istanbul |
|  | [C2] Biélorussie        | [D3] Chine           | 55                     | 67                   |                      |                      |    |  | 4 octobre à Istanbul | 4 octobre à Istanbul |  |  | 5 octobre à Istanbul | 5 octobre à Istanbul |
|  | [C2] Biélorussie        | 3 octobre à Istanbul |                        | 67                   |                      |                      |    |  | 4 octobre à Istanbul | 4 octobre à Istanbul |  |  | 5 octobre à Istanbul | 5 octobre à Istanbul |
|  | [D3] Chine              | 72                   |                        |                      |                      |                      |    |  | 4 octobre à Istanbul | 4 octobre à Istanbul |  |  | 5 octobre à Istanbul | 5 octobre à Istanbul |
|  | [D3] Chine              | 72                   |                        | Espagne              | 66                   |                      |    |  |                      |                      |  |  | 5 octobre à Istanbul | 5 octobre à Istanbul |
|  |                         |                      |                        | Espagne              | 66                   |                      |    |  |                      |                      |  |  | 5 octobre à Istanbul | 5 octobre à Istanbul |
|  |                         |                      | Turquie                | 56                   |                      |                      |    |  |                      |                      |  |  | 5 octobre à Istanbul | 5 octobre à Istanbul |
|  |                         |                      | Turquie                | 56                   |                      |                      |    |  |                      |                      |  |  | 5 octobre à Istanbul | 5 octobre à Istanbul |
|  | 4 octobre à Istanbul    |                      |                        |                      |                      |                      |    |  |                      |                      |  |  | 5 octobre à Istanbul | 5 octobre à Istanbul |
|  |                         |                      |                        |                      |                      |                      |    |  |                      |                      |  |  | 5 octobre à Istanbul | 5 octobre à Istanbul |
|  |                         | [B1] Turquie         | 62                     |                      |                      |                      |    |  |                      |                      |  |  | 5 octobre à Istanbul | 5 octobre à Istanbul |
|  | 1er octobre à Istanbul  | [B1] Turquie         | 62                     |                      |                      |                      |    |  |                      |                      |  |  | 5 octobre à Istanbul | 5 octobre à Istanbul |
|  |                         | [D2] Serbie          | 61                     |                      |                      |                      |    |  |                      |                      |  |  | 5 octobre à Istanbul | 5 octobre à Istanbul |
|  | [D2] Serbie             | [D2] Serbie          | 61                     | 86                   |                      |                      |    |  |                      |                      |  |  | 5 octobre à Istanbul | 5 octobre à Istanbul |
|  | [D2] Serbie             | 3 octobre à Istanbul |                        | 86                   |                      |                      |    |  |                      |                      |  |  | 5 octobre à Istanbul | 5 octobre à Istanbul |
|  | [C3] Cuba               | 79                   |                        |                      |                      |                      |    |  |                      |                      |  |  | 5 octobre à Istanbul | 5 octobre à Istanbul |
|  | [C3] Cuba               | 79                   |                        | Espagne              | 64                   |                      |    |  |                      |                      |  |  |                      |                      |
|  |                         |                      |                        | Espagne              | 64                   |                      |    |  |                      |                      |  |  |                      |                      |
|  |                         | États-Unis           | 77                     |                      |                      |                      |    |  |                      |                      |  |  |                      |                      |
|  |                         | États-Unis           | 77                     |                      |                      |                      |    |  |                      |                      |  |  |                      |                      |
|  |                         |                      |                        |                      |                      |                      |    |  |                      |                      |  |  |                      |                      |
|  |                         |                      |                        |                      |                      |                      |    |  |                      |                      |  |  |                      |                      |
|  | [C1] Australie          | 63                   |                        |                      |                      |                      |    |  |                      |                      |  |  |                      |                      |
|  | [C1] Australie          | 63                   | 1er octobre à Ankara   |                      |                      |                      |    |  |                      |                      |  |  |                      |                      |
|  |                         | [B3] Canada          | 52                     |                      |                      |                      |    |  |                      |                      |  |  |                      |                      |
|  | [A2] République tchèque | [B3] Canada          | 52                     | 71                   |                      |                      |    |  |                      |                      |  |  |                      |                      |
|  | [A2] République tchèque | 3 octobre à Istanbul |                        | 71                   |                      |                      |    |  |                      |                      |  |  |                      |                      |
|  | [B3] Canada             | 91                   |                        |                      |                      |                      |    |  |                      |                      |  |  |                      |                      |
|  | [B3] Canada             | 91                   |                        | Australie            | 70                   |                      |    |  |                      |                      |  |  |                      |                      |
|  |                         |                      |                        | Australie            | 70                   |                      |    |  |                      |                      |  |  |                      |                      |
|  |                         | États-Unis           | 82                     |                      |                      |                      |    |  |                      |                      |  |  |                      |                      |
|  |                         | États-Unis           | 82                     |                      |                      |                      |    |  |                      |                      |  |  |                      |                      |
|  |                         |                      |                        |                      |                      |                      |    |  |                      |                      |  |  |                      |                      |
|  |                         |                      | Match pour la 3e place |                      |                      |                      |    |  |                      |                      |  |  |                      |                      |
|  | [D1] États-Unis         | 94                   |                        |                      |                      |                      |    |  |                      |                      |  |  |                      |                      |
|  | [D1] États-Unis         | 94                   | 1er octobre à Ankara   | 1er octobre à Ankara | 5 octobre à Istanbul | 5 octobre à Istanbul |    |  |                      |                      |  |  |                      |                      |
|  |                         | [B2] France          | 1er octobre à Ankara   | 1er octobre à Ankara | 5 octobre à Istanbul | 5 octobre à Istanbul | 72 |  |                      |                      |  |  |                      |                      |
|  | [B2] France             | [B2] France          | 61                     | Turquie              | 44                   |                      | 72 |  |                      |                      |  |  |                      |                      |
|  | [B2] France             |                      |                        |                      | 44                   |                      |    |  |                      |                      |  |  |                      |                      |
|  | [A3] Brésil             | 48                   |                        |                      | Australie            | 74                   |    |  |                      |                      |  |  |                      |                      |
|  | [A3] Brésil             | 48                   |                        |                      | Australie            | 74                   |    |  |                      |                      |  |  |                      |                      |

Matchs de classement (places 5 à 8)
|  | Tour de classement   | Tour de classement   |          |    | 5e place             | 5e place             |
|  | Tour de classement   | Tour de classement   |          |    | 5e place             | 5e place             |
|  |                      |                      |          |    |                      |                      |
|  | 4 octobre à Istanbul | 4 octobre à Istanbul |          |    | 5 octobre à Istanbul | 5 octobre à Istanbul |
|  | 4 octobre à Istanbul | 4 octobre à Istanbul |          |    | 5 octobre à Istanbul | 5 octobre à Istanbul |
|  | Chine                | 85                   |          |    | 5 octobre à Istanbul | 5 octobre à Istanbul |
|  | Chine                | 85                   |          |    | 5 octobre à Istanbul | 5 octobre à Istanbul |
|  | Serbie               | 69                   |          |    | 5 octobre à Istanbul | 5 octobre à Istanbul |
|  | Serbie               | 69                   | Chine    | 53 |                      |                      |
|  | 4 octobre à Istanbul |                      | Chine    | 53 |                      |                      |
|  |                      | Canada               | 61       |    |                      |                      |
|  | Canada               | Canada               | 61       | 55 |                      |                      |
|  | Canada               |                      |          | 55 |                      |                      |
|  | France               | 40                   |          |    |                      |                      |
|  | France               | 40                   | 7e place |    |                      |                      |
|  |                      |                      |          |    |                      |                      |
|  | 5 octobre à Istanbul |                      |          |    |                      |                      |
|  |                      |                      |          |    |                      |                      |
|  | Serbie               | 74                   |          |    |                      |                      |
|  | Serbie               | 74                   |          |    |                      |                      |
|  | France               | 88                   |          |    |                      |                      |
|  | France               | 88                   |          |    |                      |                      |

## Classement final
| Place                         | Équipe             | Vict.-Déf. | Point average |
| Vainqueur                     | Vainqueur          | Vainqueur  | Vainqueur     |
| ----------------------------- | ------------------ | ---------- | ------------- |
| 1                             | États-Unis         | 6-0        | +173          |
| Finaliste                     |                    |            |               |
| 2                             | Espagne            | 5-1        | +88           |
| Éliminées en demi-finale      |                    |            |               |
| 3                             | Australie          | 5-1        | +137          |
| 4                             | Turquie            | 4-2        | −18           |
| Éliminées en quart de finale  |                    |            |               |
| 5                             | Canada             | 4-3        | +12           |
| 6                             | Chine              | 3-4        | −15           |
| 7                             | France             | 4-3        | +23           |
| 8                             | Serbie             | 3-4        | +11           |
| Éliminées en barrages         |                    |            |               |
| 9                             | République tchèque | 2-2        | −17           |
| 10                            | Biélorussie        | 2-2        | −40           |
| 11                            | Cuba               | 1-3        | −25           |
| 12                            | Brésil             | 1-3        | −30           |
| Éliminées en phase de groupes |                    |            |               |
| 13                            | Corée du Sud       | 0-3        | −55           |
| 14                            | Japon              | 0-3        | −61           |
| 15                            | Mozambique         | 0-3        | −69           |
| 16                            | Angola             | 0-3        | −161          |

### Podiums

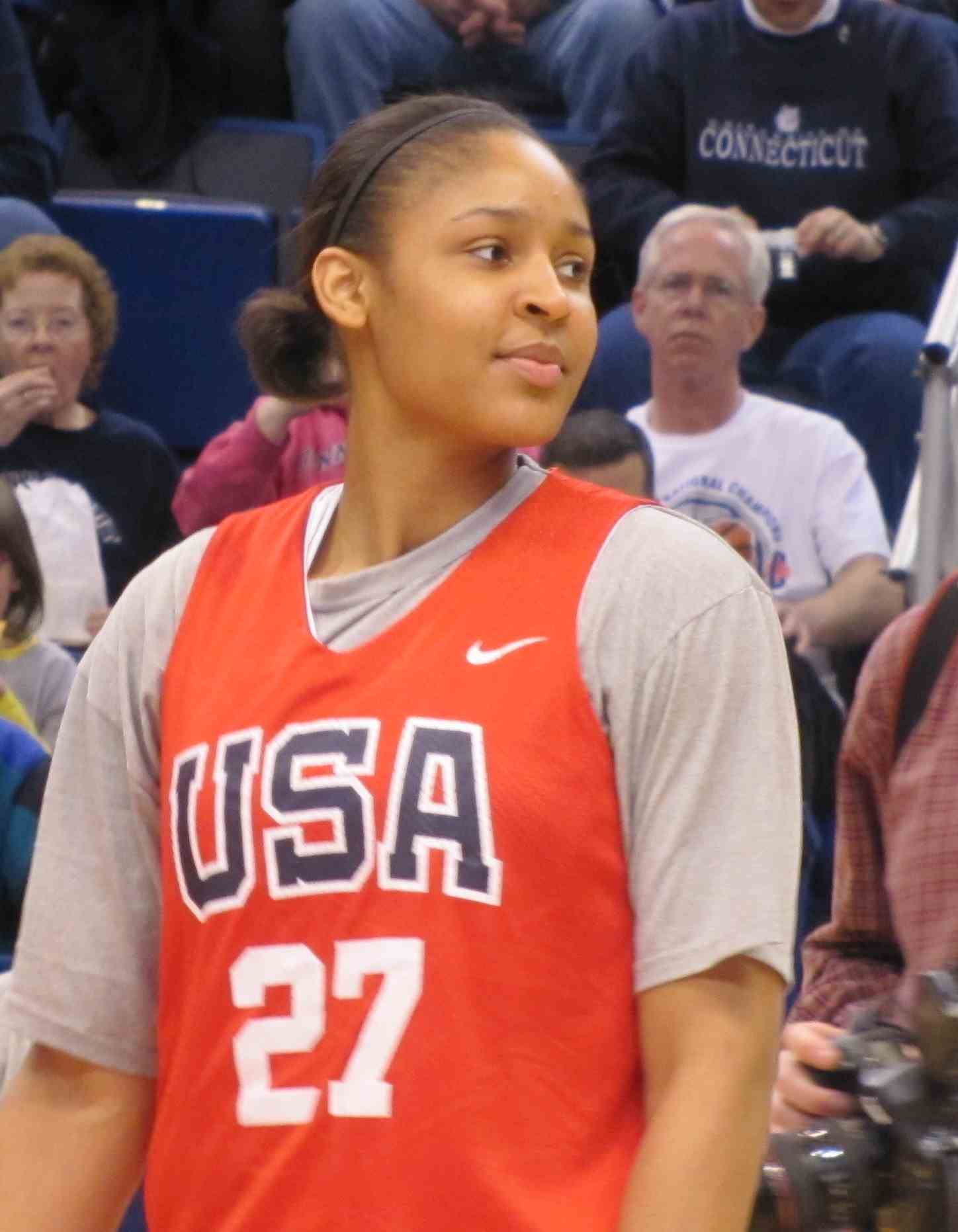
Maya Moore, MVP 2014 (ici en 2010).

| Épreuves     | Or | Argent | Bronze |
| ------------ | --- | --- | --- |
| Tournoi 2014 | États-Unis Lindsay Whalen Seimone Augustus Sue Bird Maya Moore Angel McCoughtry Odyssey Sims Breanna Stewart Candice Dupree Diana Taurasi Nneka Ogwumike Tina Charles Brittney Griner Coach : Geno Auriemma | Espagne Laura Nicholls Leticia Romero Silvia Domínguez Alba Torrens Leonor Rodríguez Laia Palau Marta Xargay Núria Martínez Laura Gil Lucila Pascua Sancho Lyttle Anna Cruz Coach : Lucas Mondelo | Australie Tessa Lavey Leilani Mitchell Rebecca Allen Penny Taylor Gabrielle Richards Natalie Burton Rachel Jarry Laura Summerton Belinda Snell Erin Phillips Marianna Tolo Cayla Francis Coach : Brendan Joyce |

### Récompenses individuelles
Le meilleur cinq du tournoi est révélé le 5 octobre avec l'américaine Maya Moore pour MVP.
- Maya Moore (MVP)
- Brittney Griner
- Alba Torrens
- Sancho Lyttle
- Penny Taylor

Pour l'Espagnole Sancho Lyttle, c'est la seconde nomination consécutive dans le meilleur cinq après l'édition 2010.

## Leaders statistiques du tournoi
| Joueuse        | Moy. |
| -------------- | ---- |
| Sancho Lyttle  | 18,2 |
| Yamara Amargo  | 16,0 |
| Alba Torrens   | 15,5 |
| Maya Moore     | 15,3 |
| Sandrine Gruda | 14,7 |

| Joueuse          | Moy. |
| ---------------- | ---- |
| Alena Lewtchanka | 13,0 |
| Sancho Lyttle    | 11,5 |
| Marlen Cepeda    | 10,0 |
| Laura Nicholls   | 9,2  |
| Sandrine Gruda   | 8,8  |

| Joueuse                                          | Moy. |
| ------------------------------------------------ | ---- |
| Ineidis Casanova                                 | 5,8  |
| Penny Taylor Alena Lewtchanka                    | 4,8  |
| Diana Taurasi Kateřina Bartoňová Oyanaisis Gelis | 4,5  |

| Joueuse                      | Moy. |
| ---------------------------- | ---- |
| LaToya Pringle               | 2,7  |
| Brittney Griner              | 2,0  |
| Jana Veselá                  | 1,3  |
| Tuğçe Canıtez Sandrine Gruda | 1,2  |

| Joueuse                                       | Moy. |
| --------------------------------------------- | ---- |
| Sancho Lyttle                                 | 3,3  |
| Adriana Moisés Pinto                          | 2,3  |
| Milica Dabović                                | 1,9  |
| Laura Nicholls Kateřina Bartoňová Jana Veselá | 1,8  |